# Limite maximale de résidus
Dans le domaine de l'alimentation, une  limite maximale de résidus (LMR) est un seuil réglementaire de concentration de résidus de produits pesticides, biocides ou de médicaments vétérinaires, au-delà duquel la commercialisation d'un produit alimentaire n'est plus autorisée, qu'il s'agisse de denrées destinées à l'alimentation humaine ou à l'alimentation animale.
Les LMR sont établies après une évaluation des risques.

## Mode de calcul
Il est basé sur les données disponibles, notamment celles fournies par les fabricants, dont 120 substances actives de pesticides réévaluées par l'Autorité européenne de sécurité des aliments entre 2003 et 2008, ainsi que sur une évaluation de l'AJMT (évaluation de l'apport journalier maximum théorique du produit concerné).
Il s'agit d'éviter qu'un consommateur moyen n'ingère une quantité de substance active supérieure à la dose journalière admissible (DJA).
Tous les produits végétaux et animaux sont pris en compte dans ce type d'évaluation. Ceci pour des rations quotidiennes généralement calculées pour un consommateur moyen pesant 60 kg (dans le cas d'aliments susceptibles d'être ingérés par des enfants, le poids moyen de référence est adapté : 6,2 kg pour les jeunes enfants).
Comment s'assurer que les LMR définies pour un pesticide respectent la sécurité du consommateur ?
On suppose dans le calcul que chaque fruit, légume et céréale contient la teneur maximale autorisée en résidu de pesticides (hypothèse maximaliste).
La somme de tous les résidus potentiels ingérables en une journée (compte tenu du régime alimentaire des diverses catégories de populations) ne doit pas dépasser la DJA. Une importante marge de sécurité par rapport à la DJA est donc associée à la définition de la LMR. Ainsi la présence de pesticide dans les denrées alimentaires à des teneurs inférieures ou égales à la LMR, de même qu'un dépassement ponctuel de la LMR, ne doivent pas être considérés comme présentant un risque pour la santé du consommateur (car LMR < DJA <<< DSE, voir paragraphe « Dans l'Union européenne »).

## Dans l'Union européenne
Les limites maximales de résidus sont fixées par la Commission européenne (pour les limites imposées dans l'Union européenne).
Il existe une procédure, récemment[Quand ?] simplifiée, pour la nourriture animale.
La LMR est réglementaire et s'applique à une substance active, sur un produit alimentaire (d'origine carnée, lactée, végétale, ou fongique) de manière identique en Europe. Son respect implique la responsabilité pénale du producteur de l'aliment. De nombreux contrôles officiels annuels sont réalisés dans tous les États de l'Union européenne.

### Procédure d'évaluation des pesticides de synthèse
La directive no 91/414/CEE du Conseil de l'Union européenne a harmonisé les conditions des autorisations de mise sur le marché dans les États membres (texte transposé en droit français par le décret no 94-359 du 5 mai 1994, assorti de plusieurs arrêtés d'application).
L'évaluation des risques liés aux pesticides est conduite par la Commission d'étude de la toxicité des produits anti-parasitaires à usage agricole.
La première partie de l'évaluation porte sur les substances actives entrant dans la composition des pesticides. L'évaluation de la toxicité pour l'Homme est l'un des cinq volets examinés (identité, propriétés physiques et chimiques, méthodes d'analyse, toxicologie et métabolisme, résidus, devenir et comportement dans l'environnement, écotoxicologie).
Elle aboutit à observer la dose sans effet observable (DSE) et la dose de référence aigüe (ARfD) de la substance active sur les animaux testés. La DSE est généralement divisée par 100 pour définir la DJA (dose journalière admissible) dans l'alimentation humaine afin de prendre une marge arbitraire de sécurité par rapport aux différences inter-espèces et inter-individuelles.
La seconde partie de l'évaluation porte sur les préparations commerciales contenant une ou plusieurs substances actives. Une évaluation du risque pour le consommateur est réalisée en tenant compte de la limite maximale de résidu (LMR), de la consommation journalière des végétaux par les différentes populations et des DJA et ARfD.

## Unité
La LMR s'exprime généralement en mg par kg.